# Villafranca de Bonany
Villafranca de Bonany (catalansk: Vilafranca de Bonany) er en by og kommune i det østlige Spanien på øen Mallorca i provinsen De Baleariske Øer. Den har et indbyggertal på 3.816 (2024) indbyggere.